# 哈夫里利夫齊
哈夫里利夫齊，亦译为哈夫雷利夫齐，是烏克蘭的村落，位於該國西部赫梅利尼茨基州，由卡緬涅茨-波多利斯基區負責管轄，面積2.8平方公里，2001年人口746，人口密度每平方公里266.8人。
1. ↑  . 北京: 中国地图出版社. 2023. ISBN 9787520431699.